# Рационализм (архитектура)
Рационали́зм (от лат. rationalis — разумный, умозрительный) — направление в архитектуре, получившее наиболее интенсивное развитие в 1920-е — начале 1930-х годов, «способ мышления, в котором доминируют логическое начало и умозрительные конструкции». Рационализм в архитектуре, согласно академическому определению, представляет собой «совокупность архитектурных направлений 1-й половины XX века, стремившихся к соответствию архитектуры современным представлениям об обществе и искусстве и современным достижениям науки и техники. Рационализм составляет основное идейное ядро современной архитектуры, являвшейся широким движением международного значения».
Основой рационализма в архитектуре является идеология архитектурного реализма, формировавшаяся во второй половине XIX века. Она позволила отказаться от подражания историческим формам и стилям прошлого и ускорила формирование рациональных взглядов на конструктивные и стилевые инновации строительства.
Согласно теориям «архитектурного реализма» Ганса Вильгельма Ауэра и Августа Шмарзова, базирующихся на эстетике и теории происхождения разных видов искусства, разработанных Готфридом Земпером, реализм в архитектурном мышлении определяется «способом воспроизведения реального объекта». При этом ведущей является оригинальная «пространственная концепция» как конкретный способ познания и отражения свойств пространства и времени. В дальнейшем эта теория привела к идеям архитектурного модернизма. Поэтому то, что ныне считается архитектурной теорией «высокого модернизма», было создано следующим поколением (в основном родившимся в последней четверти XIX века), хотя «многие из её концептуальных основ были уловлены архитектурными реалистами 1880-х годов».

## Первые опыты рационалистов
Задолго до возникновения конструктивизма в архитектуре принципы рационального проектирования разрабатывали французские архитекторы школы мегаломанов середины и второй половины XVIII века: Э.-Л. Булле, Ж. Гондуэн, К.-Н. Леду. Крупным теоретиком рационализма был французский архитектор и педагог Ж.-Н.-Л. Дюран.
В России основоположником «рациональной архитектуры» был Аполлинарий Каэтанович Красовский.
В сфере архитектуры все будущие рационалисты прошли через неоклассику высокого художественного уровня (школа И. В. Жолтовского). Многие рационалисты были неплохими художниками и графиками, причём самых разных направлений — от стилистики «Мира искусства» до кубизма.
В 1920-е годы, в условиях бурной полемики между консервативными неоклассиками и новаторами, рационалисты заняли свою нишу гораздо раньше конструктивистов и были не столь радикальны, как последние.
Так, творческий лидер рационализма Н. Ладовский не отрицал полностью наработок прошлого, как это делали вожди конструктивизма. Напротив, он призывал изучать классическое наследие и ни в коей мере не ограничиваться только утилитарной функцией проектируемого здания.
Кроме того, главным пунктом в творческой программе рационализма было понятие пространства. Н. Ладовский писал: «Архитектура — искусство, оперирующее пространством». Он отмечал, что архитектурно оформленное пространство (здание) всегда особым образом воспринимается человеком: психологические особенности восприятия также следует учитывать при строительстве.
В 1920 году состоялась выставка работ членов Живскульптарха, которую можно назвать первым публичным выступлением сторонников авангарда (их работы были явным образом противопоставлены неоклассике). Проекты Ладовского сделали его невероятно популярным в творческой среде.
В 1921—1922 годах велась работа по формированию творческой концепции рационализма. (Заметим, что конструктивизм в те годы ещё не оформился).

## Н. Ладовский — творческий лидер рационализма. Обмас

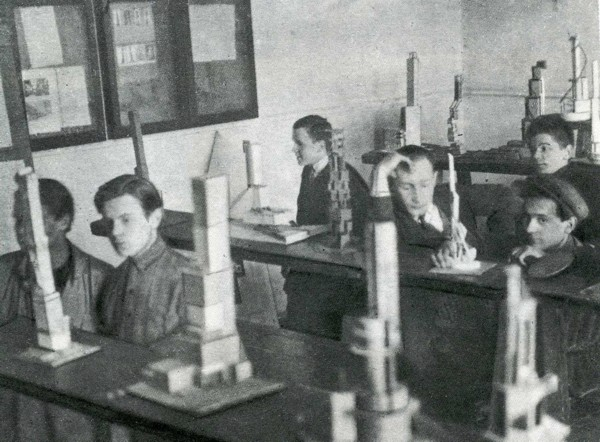
Студенты выполняют задание по дисциплине «Пространство»

Если конструктивисты группировались вокруг братьев Весниных, то у рационализма абсолютным лидером был Николай Александрович Ладовский. Для воспитания «подрастающего поколения» архитекторов Н. Ладовский создал мастерскую Обмас (Объединённые мастерские) при ВХУТЕМАСе.
Обмас просуществовали всего три года (1920—1923), однако, именно здесь были сделаны первые шаги по созданию новаторской советской архитектуры. Здесь совершенно по-иному обучали искусству архитектора. Так, была введена специальная дисциплина — «Пространство».
Ладовский полагал, что архитектор должен мыслить объёмно — пространственной композицией, эскизировать не на бумаге, а в объёме и лишь затем переносить отработанную композицию на бумагу.
Введение макетного метода проектирования помогало проявлять фантазию и вырабатывать новые приёмы и средства художественной выразительности.

## АСНОВА — творческая организация рационалистов
На рубеже 1922—1923 гг. группа единомышленников Ладовского уже сложилась в творческую организацию. Организация была названа Ассоциацией новых архитекторов (АСНОВА) (зарегистрирована 13 июля 1923 года).
Учредителями органиции являлись: сам Н. Ладовский и его коллеги — профессора Н. В. Докучаев и В. Ф. Кринский, студенты А. Рухлядев, В. С. Балихин и другие. В состав АСНОВА в разное время входили такие выдающиеся деятели искусства, как Лазарь (Эль) Лисицкий и Константин Мельников. В 1923 году председателем ассоциации являлся А. Ф. Лолейт.
АСНОВА неоднократно предпринимала попытки создать свой печатный орган. В 1926 году под редакцией Л. Лисицкого вышел первый и единственный выпуск «Известия АСНОВА». Однако, с собственной газетой ничего не получилось и рационалисты публиковали свои статьи в журнале «Строительство Москвы», в «Красной Ниве» и других изданиях.
Рационалисты весьма скептически отнеслись к первым конкурсам проектов (в частности, Дворца труда в Москве). Из-за отказа участвовать в этом конкурсе, рационалисты дали возможность конструктивистам занять лидирующее положение в архитектурной среде.
1923—1926 гг. были отмечены полемикой между АСНОВА и ОСА (объединением конструктивистов). Рационалисты обвиняли своих оппонентов в «ограниченности» и «превращении инженерной конструкции в некий фетиш».
В 1928 году происходит раскол АСНОВА. Причиной послужили непреодолимые противоречия, возникшие между Ладовским и его радикально настроенным коллегой — В. Балихиным, а также создание Ладовским Объединения архитекторов-урбанистов (АРУ) .

## Жилой комплекс наШаболовке
В 1927 году Моссовет поручил архитекторам АСНОВА разработать проект жилого комплекса. Причём обязательными требованиями были: компактность застройки, дешевизна строительства и художественно-эстетическая выразительность.
Для строительства был отведён небольшой, формой близкой к квадрату, квартал в районе Шаболовки (недалеко от Шуховской башни. Лучшим был признан проект группы Н. Травина.
Всего были запроектированы 24 пяти — шестиэтажных жилых корпуса, детский сад и котельная. Руководящей идеей решения фасадов является максимальное использование солнечного света.
Отсюда образование небольших, полуизолированных дворов, вокруг которых располагаются залитые солнцем «южные» фасады с балконами, сплошь заполняющими плоскости. Сюда выходят главные жилые комнаты. «Северные» фасады лишены балконов и почти ничем не примечательны. Сюда выходят кухни, ванные комнаты.
Большое внимание было уделено организации внутреннего пространства (в том числе и с точки зрения организации зрительно-законченных перспектив. Создаётся впечатление, что дворы как бы «перетекают» друг в друга, создавая ощущение светлого и очень открытого пространства (и это несмотря на то, что застройка очень плотная, и в процессе проектирования архитекторы пытались использовать каждый участок земли).

## «Летающие города» Г. Крутикова
В 1928 году один из любимых учеников Ладовского — Георгий Крутиков представил свой дипломный проект, сразу же ставший сенсацией. Это была концепция «летающего (вернее сказать — парящего) города». Крутиков поставил вопрос: а нельзя ли не привязывать жильё и другие постройки к земле, нельзя ли освободить занятые под застройку обширные территории?
Архитектор предлагал оставить землю для труда, отдыха и туризма, самим же перебраться в парящие в облаках города-коммуны.
Сообщение между землёй и «заоблачными» зданиями должно осуществляться с помощью универсальной и многофункциональной кабины, которая может двигаться по воздуху, по земле и по воде. Собственно, «летающими» были бы даже не сами города (они трактовались, как неподвижно размещённые в строго отведённом пространстве). Летать должны были жители этих городов.
Крутиков (учитывая развитие воздухоплавания в СССР), увлекался идеями, связанными с астронавтикой, с полётами в стратосферу и полагал, что архитектура будущего будет неотделима от воздушных путей сообщения.
Этот проект многие восприняли, как «новое слово в науке», другие же отозвались весьма скептически. Газета «Постройка» написала разгромную статью «Советские Жюль Верны», где проект Крутикова был подвергнут суровой критике.

## Обвинение в «формализме»
В начале 1930-х годов творческая атмосфера в СССР перестала быть столь свободной и способствующей полной самореализации художника. Теперь требовался не поиск новых форм, а планомерное возвеличивание Вождя и свершений советского народа. При помощи рационалистских и конструктивистских средств выразительности сделать это было просто невозможно — «на помощь» вождям пришла вечная классика. Как тогда шутили: «В полемике рационалистов и конструктивистов победили неоклассики», имея в виду тот факт, что отныне господствующим стилем в СССР стал неоклассицизм (с элементами барокко и ар деко).
- См. Сталинский ампир.

Рационалистов, как и их оппонентов-конструктивистов, обвинили в «следовании буржуазным взглядам на архитектуру», «в утопичности их проектов», «в буржуазном формализме». Собственно, конструктивистов ругали всё-таки меньше — они увлекались не столько формой, сколько функциональностью проектируемых помещений. Рационалистам также предъявили обвинение в увлечении психоанализом, который не признавался в СССР.
Н. Ладовский, всеми забытый, умер в 1941 году, хотя у него была возможность стать одним из ведущих сталинских архитекторов, так как он был автором наземного павильона метро «Красные Ворота».

## «Реабилитация» рационализма
Уже к концу 1950-х имена архитекторов — рационалистов перестали замалчиваться либо же упоминаться в качестве «вредителей—формалистов»: наступило переосмысление наследия 1920-х годов.
Многие идеи рационалистов в области градостроительства были восприняты архитекторами периода «Оттепели».